# Mary Gilmore

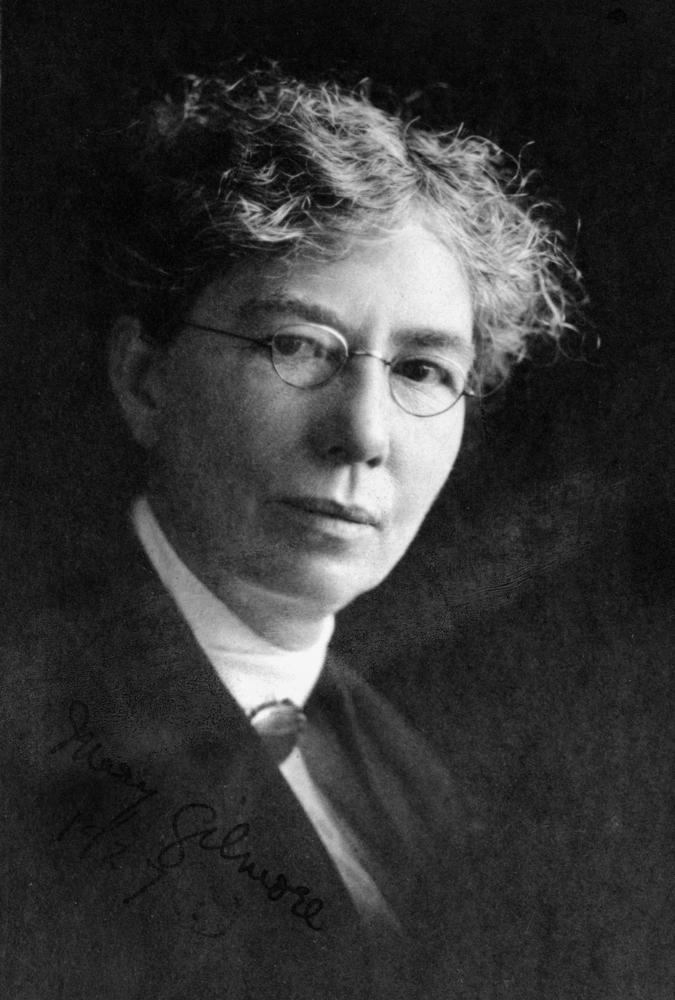
Mary Gilmore (1927)

Dame Mary Gilmore, DBE (* 16. August 1865 bei Goulburn, New South Wales; † 3. Dezember 1962 in Sydney) war eine australische Schriftstellerin.

## Leben
Mary Gilmore wurde als Mary Jean Cameron als Tochter von Donald Cameron und seiner Frau Mary Ann geboren. Durch häufiges Umziehen ihrer Familie wurde sie an verschiedenen Schulen ausgebildet. Sie begann eine Tätigkeit als Lehrerin. Ungefähr 1890 lernte sie Henry Lawson kennen, der durch sie in seinem literarischen Wirken beeinflusst wurde. 1896 wanderte sie in die Kolonie Cosme nach Paraguay aus. Dort traf sie William Alexander Gilmore (1866–1945), den sie am 25. Mai 1897 heiratete. Ihr einziger Sohn William Dysart Cameron Gilmore (1898–1945) wurde am 21. August 1898 geboren. 1899 gaben die Gilmores die Koloniepläne auf und kehrten nach einem Aufenthalt in London, wo sie bei Henry Lawson wohnten, wieder nach Australien zurück. 1908 begann Mary Gilmores Verbindung zur Zeitung Australian Worker. Sie wurde Redakteurin der Frauenseite (Women's Page); diese Tätigkeit übte sie 23 Jahre, bis zum 11. Februar 1931, aus. Zwischen 1932 und 1954 publizierte sie mehrere beachtete Gedichtbände und engagierte sich für viele soziale und wirtschaftliche Reformen. Von 1952 bis Mitte 1962 schrieb sie für die kommunistische Zeitung Tribune die Arrows-Kolumne. Nach ihrem Tod erhielt sie ein Staatsbegräbnis.

## Auszeichnungen und Ehrungen
Am 1. Februar 1937 wurde sie als Dame Commander, der zweithöchsten Stufe des Order of the British Empire ausgezeichnet.
Seit 1985 wird von der Association for the Study of Australian Literature (ASA) der Mary Gilmore Award für den ersten Gedichtband eines Autors verliehen.
Gilmores Porträt und Auszüge aus ihren Texten sind seit 1993 auf der australischen 10-Dollar-Note abgebildet.

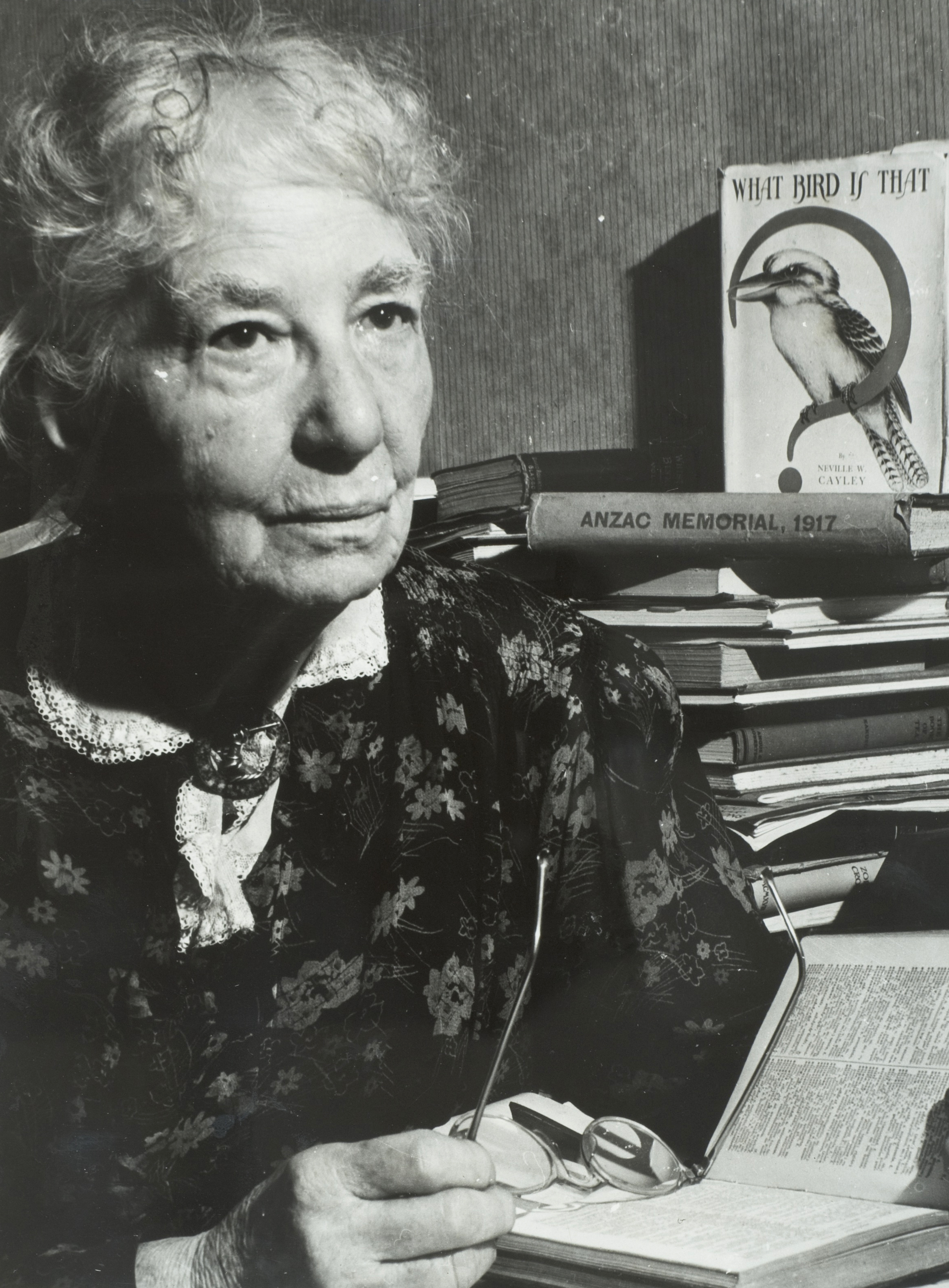
Dame Mary Gilmore

## Literarisches Werk
Ihre sozial engagierte Dichtung wurde von William Baylebridge beeinflusst und zeichnet sich durch Wärme und Menschlichkeit aus.

## Werke (Auswahl)
- Marri'd, and other Verses (1910)
- The passionate heart (1918)
- The tilted cart (1925)
- The wild swan (1930)
- The rue tree (1931)
- Old days, old ways: a book of recollections (1934)
- More recollections (1935)
- Battlefields (1939)
- Fourteen Men (1954)